# تمييز على أساس الطول
التمييز على أساس الطول هو تحامل أو تمييز ضد أفراد بسبب طولهم. يشير المصطلح في الأساس إلى تعامل تمييزي ضد الأفراد الذين لا يقع طولهم ضمن نطاق الطول المقبول الاعتيادي بين شعب ما. يشيع التمييز على أساس الطول ضد الرجال الأقصر من المتوسط، وفي العادة يتم تقبله أو تجاهله. تلجأ بعض النساء إلى تناول جرع كبيرة من الأستروجين لتقليل طولهن.
توضح الأبحاث أن العقل البشري يستخدم قياسه للطول ليحدد المكانة الاجتماعية واللياقة. فالعقل يربط تلقائيا بين الحجم واحتمالية القيادة، القوة، الشدة، والذكاء، وهو تأثير اكتشف عند الرضع منذ سن 10 شهور. يشير النفسانيون التطوريون إلى أن سبب ذلك يرجع إلى أن الطول يرمز إلى أن الفرد قد أُطعم بشكل أفضل، ويرمز إلى مكانة اجتماعية أعلى، وبالتالي يرمز إلى كمية الموارد المتاحة له، كما أنه يشير إلى عافية وشدة الجسد، وقد تكون شدة الجسد مفيدة في التأكيد على الهيمنة. وقد وجد أن الارتباط بين الطول والصفات المذكورة آنفا يكون أقوى بكثير عندما يتعلق الأمر بالرجال مقارنة بالنساء.

## أصل المصطلح
استخدم مصطلح متعصب للطول لأول مرة في مسلسل ماري تايلر مور، في الحلقة السابعة من الموسم الأول، الذي عرض في أكتوبر 1970. طُلبت ماري للخروج في موعد من قبل رجل جذاب وذكي لكنه قصير جدا. ورغم أنها قضت وقتا جيدا معه في ذلك الموعد، إلا أنها كانت قلقة من الخروج معه مرة أخرى بسبب طوله. واعترفت لصديقتها بأنها «متعصبة للطول».
تمت صياغة مصطلح التمييز على أساس الطول لأول مرة من قبل عالم الاجتماع سول فيلدمان في ورقة بحثية بعنوان «مظهر القِصر في الحياة اليومية –الطول والتمييز على أساس الطول في المجتمع الأمريكي: في علم اجتماع القامة»، وقد قدمها فيلدمان للرابطة الأمريكية لعلم الاجتماع عام 1971. ذكر التمييز على أساس الطول في قاموس الإنجليزية الجديدة الثاني لبارلنهارت عام 1971، وتم ترويجه من قبل مجلة التايم عام 1971 في مقالة عن ورقة فيلدمان البحثية.
يمكننا أن ننظر لمصطلح التمييز على أساس الطول كمثال على الاستخدام متنامي الشهرة للجمل المتعلقة بالتحامل والتمييز، والتي تتم صياغتها بشكل يشبه مصطلح التمييز الجنسي. يمكن للتمييز على أساس الطول أن يتخذ شكل مصطلحات عامية مهينة مثل الإزب والفارع.

## الطول والتمييز الاجتماعي

### أجور الوظائف والتمييز في التجربة الاجتماعية
أظهرت ورقة بحثية نُشرت في مجلة علم النفس التطبيقي أن الطول يرتبط بشدة بالنجاح لدى الرجال. وأظهرت زيادة طول الرجال ارتبطت بزيادة الدخل بعد السيطرة على عوامل نفسية متغيرة أخرى مثل العمر والوزن. وقد فسر علماء الاقتصاد نيكولا بيرسيكو، أندرو بوستليويت ودان سيلفرمان «علاوة الطول» ووجدوا أن «زيادة نسبتها 1.8% في الأجور تصاحب كل إنش إضافي في الطول». كما وجدوا أن أجور الرجال البالغين يمكن أن ترتبط بطولهم عندما كانوا في سن السادسة عشر. ووجد الباحثون أيضا أن متوسط زيادة في الطول بقدر إنش واحد في سن السادسة عشر يزيد من أجول الذكور البالغين بنسبة 2.6%. وهو ما يساوي تقريبا زيادة قدرها 850 دولار أمريكي في الأرباح السنوية لعام 1996. وبتعبير آخر، فإن الطول والتجارب الاجتماعية المقابلة للذكر المراهق الأطول في سن السادسة عشر قد تُترجم إلى أجر أعلى في مراحل البلوغ اللاحقة، مقارنة بالمراهقين الذكور الأقصر طولا.
كما هو الحال مع جميع العلاقات الارتباطية، فقد تكون هناك عوامل أخرى ذات تأثير. فعلى سبيل المثال، أظهرت العديد من الدراسات الوبائية أن هناك ارتباطا إحصائيا إيجابيا بارزا بين الطول والذكاء لدى الشعوب البشرية. لكن هذا الارتباط، على الرغم من بروزه إحصائيا، هو في العموم ضعيف ولا يعني أن الاختلاف في طول القامة يرتبط مباشرة بالقدرة الإدراكية. ورغم أن ارتباطات بارزة قد وجدت في الطفولة المبكرة والمتأخرة في الدول المتقدمة والنامية، إلا أن تغير الظروف البيئية والمكانة الاجتماعية لدى البالغين يقلل من قوة هذه الارتباطات.
تشير النتائج الحديثة إلى أن التمييز على أساس الطول يحدث عادة ضد الأقليات العرقية. ففي دراسة أجريت عام 2007، وجد أن الأمريكيين الإفريقيين قد أبلغوا عن تمييز على أساس الطول والوزن الزائد. وكان هذا التمييز أكبر في حالة الموظفات الإناث.
في عام 2017، نشرت المحامية والكاتبة تانيا أوسنسكي كتابها «بخس المستحق: التمييز على أساس الطول واستراتيجيات لتغيير اجتماعي». يوضح الكتاب المشاكل الثقافية، الطبية، والمهنية التي تواجه قصار القامة، والتي يُحكم عليها عادة بأنها غير مهمة ويتم تجاهلها. تتحدى أوسنسكي التمييز على أساس الطول بالكشف عن بعض الجوانب النافعة للقِصَر وتقترح سبلا للتحرك الناشط والتغيير.

## مجال الأعمال
تتطلب بعض الوظائف، أو على الأقل تفضل، طوال القامة، وذلك يتضمن بعض وظائف الأعمال اليدوية، وظائف تنفيذ القانون، معظم الرياضات الاحترافية، مضيفات الطيران، وعرض الأزياء. يتطلب الجيش الأمريكي أن يكون طول الطيارين ما بين 63 إلى 79 إنش (160 إلى 200 سم)، حيث يكون طول المقعد ما بين 34 إلى 40 إنش (86 إلى 102 سم). وبأخذ هذه الاستثناءات في الاعتبار، فيبدو أنه في الغالبية العظمى من الحالات الأخرى لا يؤثر طول الفرد على الكفاءة التي ينفذ بها وظيفته. لكن رغم ذلك، فقد أظهرت الدراسات أن قصار القامة يتلقون أجورا أقل من طوال القامة، بتفاوت يتشابه في حجمه مع الفجوات بين الأعراق وبين الجنسين.
كشفت الاستطلاعات أن نسبة 3% فقط من الرؤساء التنفيذيين يقل طولهم عن 5 قدم 7 إنش (1.7 سم). وأن 90% من الرؤساء التنفيذيين يزيد طولهم عن الطول المتوسط,.
نشر الباحث السوقي سيث أولنسكي كتاب «القامات المبهرة: كيف يقف قصار القامة شامخين». يسلط الكتاب الضوء على أنه بواسطة التكنولوجيا وعقلية المبادرة، يمكن لأفراد «أخوية قصار القامة» التألق في مسالكهم الخاصة –متجاوزين العراقيل المحتملة وفجوات الأجور. فعلى سبيل المثال، من بين أخوية قصار القامة أتى مؤسس شركة أمازون ورئيسها التنفيذي جيف بيزوس (بطول 5'7 )، ومؤسس شركة فيسبوك ومديرها التنفيذي مارك زوكربرغ (بطول 5'7 )، والمؤسس المشارك لشركة غوغل ومدير شركة ألفا بيت سيرجي برين (بطول 5'8 ). وبثروة تقدر بقيمة أكثر من 150 مليار دولار، يصنف بيزوس كأغنى رجل في العالم، كما أن ثروتي زوكربرغ وبرين تصنفهما باستمرار بين أغنى 20 شخص في العالم.

## المواعدة والزواج
يعتبر التمييز على أساس الطول عاملا في تفضيلات المواعدة. ويمثل الطول، لبعض الناس، عاملا جديرا بالملاحظة في الجاذبية الجنسية.
هناك الكثير من الدراسات التي تتعلق بالنجاح الإنجابي للرجال الأطول، والتي توضح أن احتمالية زواج الرجال الطوال وإنجابهم أطفالا عالية، باستثناء المجتمعات التي تعاني من اختلال جنسي حاد بسبب الحرب. لكن أبحاثا أحدث وضعت هذه النظرية في موضع التساؤل، ولم تجد ارتباطا بين الطول وعدد النسل. وإضافة إلى ذلك، فإن الأبحاث المتعلقة بطول الساق، ونسبة الساق إلى الجسم، تتعارض مع فكرة أن هناك تفضيل واضح للشركاء الأطول. وجدت دراسة أجريت عام 2008 أن كلا النقيضين، الطول والقصر، يقللان الجاذبية، وفي دراسة لعام 2006، وجد أن نسبة الساق إلى الجسم الأقل في النساء تزيد من الجاذبية الجمالية. ومن ناحية بيولوجية، وبخاصة من الناحية البيولوجية التطورية، فإن هذه الاكتشافات متسقة مع البيانات التي تربط الطول بالصحة البشرية. ومن ثم، فإن الحجة البيولوجية، أو بشكل أكثر تخصيصا، الحجة تطورية الداعمة لتفضيل الشريك الأطول تعتبر موضع تساؤل، ومفتقرة لدليل حاسم. لكن مع ذلك، وجد بحث قام به دان أريلي أن النساء الأمريكيات يمتلكن تفضيلا واضحا لمواعدة الرجال الأطول، وأن على الرجال الأقصر، لكي تراهم النساء جذابين، أن يكتسبوا مزيدا من المال مقارنة بالرجال الأطول.